# ダニー・マクブライド
ダニー・マクブライド（Daniel R. McBride, 1976年12月29日 - ）は、アメリカ合衆国ジョージア州生まれの俳優・脚本家・プロデューサーである。

## 来歴
俳優として知られるマクブライドは、1976年にジョージア州ステイツボロに生まれる。その後、バージニア州へ移り、フレデリックスバーグで育つ。コミカルな演技で数多くのコメディ映画へ出演。2006年に出演したコメディ映画『The Foot Fist Way （原題）』あたりから注目されるようになり、コナン・オブライエンのトーク番組へも出演している。その後はウィル・フェレル、ベン・スティラー、セス・ローゲンなどの人気コメディアン達が出演する映画へ立て続けに出演し、現在注目される俳優の一人にまでなった。その体格から、体育会系の役柄を演じることが多く、中でもベン・スティラーが監督した『トロピック・サンダー/史上最低の作戦』においては、爆薬マニアの危ない映画スタッフを演じ、原作者役のニック・ノルティと絶妙なコンビネーションを見せた。

## フィルモグラフィー

### 映画
| 年   | 題名                                                                          | 役名                         | 備考               |
| ---- | ----------------------------------------------------------------------------- | ---------------------------- | ------------------ |
| 2007 | ホット・ロッド/めざせ! 不死身のスタントマン Hot Rod                           | リコ・ブラウン               |                    |
| 2007 | スーパーバッド 童貞ウォーズ Superbad                                          | パーティの相棒               | クレジットなし     |
| 2007 | ライラにお手あげ The Heartbreak Kid                                           | マーティン                   |                    |
| 2008 | Mr. ボディガード/学園生活は命がけ! Drillbit Taylor                            | ドン・アームストロング       |                    |
| 2008 | スモーキング・ハイ Pineapple Express                                          | レッド                       |                    |
| 2008 | トロピック・サンダー/史上最低の作戦 Tropic Thunder                            | コーディ・アンダーウッド     |                    |
| 2009 | ファンボーイズ Fanboys                                                        | 警備責任者                   | クレジットなし     |
| 2009 | オブザーブ・アンド・レポート Observe and Report                               | コーカソイドのコカイン常用者 |                    |
| 2009 | マーシャル博士の恐竜ランド Land of the Lost                                   | ウィル・スタントン           |                    |
| 2009 | マイレージ、マイライフ Up in the Air                                          | ジム・ミラー                 |                    |
| 2010 | 怪盗グルーの月泥棒 3D Despicable Me                                           | フレッド・マクデイド         | 声の出演           |
| 2010 | デュー・デート 〜出産まであと5日!史上最悪のアメリカ横断〜 Due Date            | ロニー                       |                    |
| 2011 | ロード・オブ・クエスト ドラゴンとユニコーンの剣 Your Highness                 | サディアス                   | 兼脚本・製作総指揮 |
| 2011 | カンフー・パンダ2 Kung Fu Panda 2                                             | オオカミのボス               | 声の出演           |
| 2011 | ピザボーイ 史上最凶のご注文 30 Minutes or Less                                | ドウェイン・キング           |                    |
| 2013 | ディス・イズ・ジ・エンド 俺たちハリウッドスターの最凶最期の日 This Is the End | ダニー・マクブライド         |                    |
| 2013 | セルフィッシュ・サマー Prince Avalanche                                       | N/A                          | 製作総指揮         |
| 2013 | グランド・ジョー Joe                                                          | N/A                          | 製作総指揮         |
| 2014 | ブロークン 過去に囚われた男 Manglehorn                                        | N/A                          | 製作総指揮         |
| 2015 | アロハ Aloha                                                                  | レイシー大佐                 |                    |
| 2015 | ロック・ザ・カスバ! Rock the Kasbah                                           | ニック                       |                    |
| 2015 | ドン・ヴァーディーン Don Verdean                                              | トニー・ラザラス             |                    |
| 2016 | ソーセージ・パーティー Sausage Party                                          | ハニー・マスタード           | 声の出演           |
| 2016 | アングリーバード The Angry Birds Movie                                        | ボム                         | 声の出演           |
| 2016 | 疑わしき戦い In Dubious Battle                                                | トランプ                     |                    |
| 2017 | エイリアン: コヴェナント Alien: Covenant                                      | テネシー・ファリス           |                    |
| 2017 | ディザスター・アーティスト The Disaster Artist                                | 本人役                       | カメオ出演         |
| 2018 | 父さんはオジロジカ・ハンター The Legacy of a Whitetail Deer Hunter            | ドン                         | 兼脚本・製作総指揮 |
| 2018 | ハロウィン Halloween                                                          | N/A                          | 脚本               |
| 2021 | ミッチェル家とマシンの反乱 The Mitchells vs. the Machines                     | リック・ミッチェル           | 声の出演           |
| 2021 | ハロウィン KILLS Halloween Kills                                              | N/A                          | 脚本               |

### テレビシリーズ
| 年        | 題名                                   | 役名               | 備考       |
| --------- | -------------------------------------- | ------------------ | ---------- |
| 2016-2017 | バイス・プリンシパルズ Vice Principals | ニール・ギャンビー | 計18話出演 |
| TBA       | Booster Gold                           | N/A                | 脚本       |